# Madia chilensis
Madia chilensis là một loài thực vật có hoa trong họ Cúc. Loài này được (Nutt.) Reiche mô tả khoa học đầu tiên năm 1903.